# Selección de críquet sub-20 de Inglaterra
La Selección de críquet sub-20 de Inglaterra ha estado jugando partidos oficiales de prueba de Sub-19 desde 1974. Antes de 1991/92, eran conocidos como England Young Cricketers.
Los excapitanes incluyen a Mike Atherton, Michael Vaughan, Alastair Cook y Andrew Flintoff, quienes han pasado a ser capitanes del equipo nacional sénior en partidos de prueba.

## Llamados recientes
Aquí se enumeran todos los jugadores que han sido seleccionados para Inglaterra sub-19 desde el inicio de la temporada 2019 y su convocatoria más reciente. En ese período, los escuadrones han sido nombrados por:
- Una tri-serie en casa ante India y Bangladés en julio y agosto de 2019, en la que jugaron ocho ODI.[1][2][3]
- Una tri-serie de ODI en el Caribe contra Sri Lanka y las Indias Occidentales en noviembre de 2019.[4]
- La Copa Mundial de Críquet Sub-19 de 2020 en Sudáfrica en enero y febrero de 2020.[5]
- El entrenador del equipo es Jon Lewis , quien ha estado en el puesto desde la Copa Mundial de Críquet Sub-19 de 2018.[6]

| Nombre            | Fecha de nacimiento (edad)         | Pos.           | Estilo de bateo | Estilo de bowling                  | Condado         | Llamada más reciente                |
| ----------------- | ---------------------------------- | -------------- | --------------- | ---------------------------------- | --------------- | ----------------------------------- |
| George Balderson  | 11 de octubre de 2000 (20 años)    | Bateador       | Zurdo           | Medio brazo derecho                | Lancashire      | Copa del Mundo Sub-19 2020          |
| Ben Charlesworth  | 19 de noviembre de 2000 (20 años)  | Bateador       | Zurdo           | Brazo derecho medio-rápido         | Gloucestershire | Copa del Mundo Sub-19 2020          |
| Tom Clark         | 2 de julio de 2001 (19 años)       | Bateador       | Zurdo           | Medio brazo derecho                | Sussex          | Copa del Mundo Sub-19 2020          |
| Joey Evison       | 14 de noviembre de 2001 (19 años)  | Bateador       | Diestro         | Ortodoxo lento del brazo izquierdo | Nottinghamshire | Copa del Mundo Sub-19 2020          |
| Jack Haynes       | 30 de enero de 2001 (20 años)      | Bateador       | Diestro         | Descanso del brazo derecho         | Worcestershire  | Copa del Mundo Sub-19 2020          |
| Lewis Goldsworthy | 8 de enero de 2001 (20 años)       | Bateador       | Diestro         | Ortodoxo lento del brazo izquierdo | Somerset        | Copa del Mundo Sub-19 2020          |
| Sam Young         | -                                  | Bateador       | Diestro         | Descanso del brazo derecho         | Somerset        | Copa del Mundo Sub-19 2020          |
| Scott Currie      | 2 de mayo de 2001 (19 años)        | Wicket-keepers | Diestro         | Brazo derecho medio-rápido         | Hampshire       | Copa del Mundo Sub-19 2020          |
| Luke Doneathy     | 26 de julio de 2002 (18 años)      | Wicket-keepers | Diestro         | Medio brazo derecho                | Durham          | Home tri-series 2019                |
| George Hill       | 24 de enero de 2001 (20 años)      | Wicket-keepers | Diestro         | Brazo derecho medio-rápido         | Yorkshire       | Copa del Mundo Sub-19 2020          |
| Dom Leech         | 10 de enero de 2001 (20 años)      | Wicket-keepers | Diestro         | Medio brazo derecho                | Yorkshire       | Home tri-series 2019                |
| Dan Mousley       | 8 de julio de 2001 (19 años)       | Wicket-keepers | Zurdo           | Descanso del brazo derecho         | Warwickshire    | Copa del Mundo Sub-19 2020          |
| Finlay Bean       | 16 de abril de 2002 (18 años)      | Wicket-keepers | Zurdo           | -                                  | Yorkshire       | Home tri-series 2019                |
| Jordan Cox        | 21 de octubre de 2000 (20 años)    | Wicket-keepers | Diestro         | -                                  | Kent            | Copa del Mundo Sub-19 2020          |
| Harry Duke        | 6 de septiembre de 2001 (19 años)  | Wicket-keepers | Diestro         | -                                  | Yorkshire       | Copa del Mundo Sub-19 2020          |
| Kasey Aldridge    | 24 de diciembre de 2000 (20 años)  | Pace bowlers   | Diestro         | Medio brazo derecho                | Somerset        | Copa del Mundo Sub-19 2020          |
| Blake Cullen      | 31 de marzo de 2002 (18 años)      | Pace bowlers   | Diestro         | -                                  | Middlesex       | Copa del Mundo Sub-19 2020          |
| Nick Kimber       | 16 de enero de 2001 (20 años)      | Pace bowlers   | Diestro         | Medio brazo derecho                | Nottinghamshire | Home tri-series 2019                |
| Ned Leonard       | 15 de agosto de 2002 (18 años)     | Pace bowlers   | Diestro         | Medio brazo derecho                | Somerset        | Home tri-series 2019                |
| James Taylor      | 19 de enero de 2001 (20 años)      | Pace bowlers   | Diestro         | Medio brazo derecho                | Surrey          | Home tri-series 2019                |
| Luke Hollman      | 16 de septiembre de 2000 (20 años) | Spin bowlers   | Zurdo           | Rotura de pierna del brazo derecho | Middlesex       | Serie tripartita del Caribe 2019-20 |
| Jack Morley       | 25 de mayo de 2001 (19 años)       | Spin bowlers   | Zurdo           | Ortodoxo lento del brazo izquierdo | Lancashire      | Home tri-series 2019                |
| Hamidullah Qadri  | 5 de diciembre de 2000 (20 años)   | Spin bowlers   | Diestro         | Descanso del brazo derecho         | Kent            | Copa del Mundo Sub-19 2020          |

## Participaciones
| Año  | Pos.              |
| ---- | ----------------- |
| 1988 | 4°                |
| 1998 | Medalla de oro    |
| 2000 | 6°                |
| 2002 | 7°                |
| 2004 | 4°                |
| 2006 | 4°                |
| 2008 | 5°                |
| 2010 | 8°                |
| 2012 | 5°                |
| 2014 | Medalla de bronce |
| 2016 | 6°                |
| 2018 | 7°                |
| 2020 | 9°                |